# District de Musanze
Le district de Musanze est l'un des cinq districts de la province du Nord du Rwanda.
Son chef-lieu est la ville de Ruhengeri également appelée Musanze. En 2022, sa population était de 476 000 habitants[réf. nécessaire].
Il se compose de quinze secteurs (imirenge) : Busogo, Cyuve, Gacaca, Gashaki, Gataraga, Kimonyi, Kinigi, Muhoza, Muko, Musanze, Nkotsi, Nyange, Remera, Rwaza et Shingiro.

## Géographie et tourisme

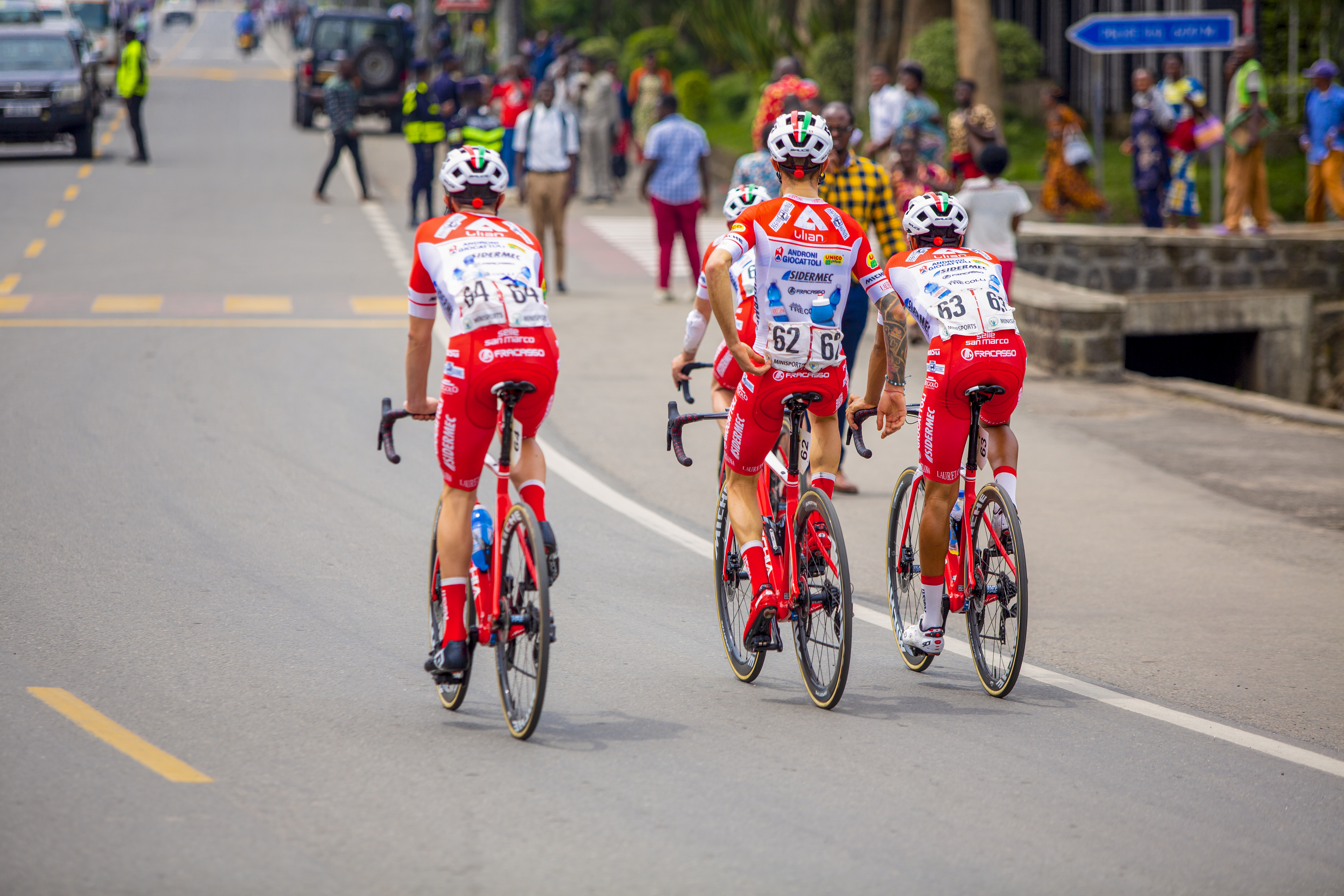
Le tour du Rwanda passant à Musanze en 2019.

Musanze est le district le plus montagneux du Rwanda, englobant la plus grande partie du parc national des volcans, dont les bureaux sont à Kinigi. Cinq des huit volcans de la chaîne des Virunga (Karisimbi, Bisoke, Sabyinyo, Gahinga et Muhabura) se trouvent à l'intérieur des frontières du district. Le district abrite également la plupart des gorilles des montagnes vivant au Rwanda.